# Ibrahim Kalil Konaté (Guinée)
Pour les articles homonymes, voir Ibrahim Kalil Konaté et Konaté.
Ibrahima Kalil Konaté né le 2 août 1955 à Kalankalan, Kankan et mort le 14 août 2021 à Conakry en république de Guinée, est un informaticien et homme politique guinéen.
Il a été ministre de l'Enseignement pré-universitaire et président du conseil d’administration de la loterie nationale de Guinée (LONAGUI).

## Biographie et parcours scolaire
Il est né à Kalankalan en 1955. Il commence les cours à l'école primaire de Kalankalan, son village natal, dont il est de la première promotion.

## Parcours professionnel
Il est enseignant dans les collèges Matoto et Sangoyah et lycées Bonfi et Yimbaya de Conakry, puis principal du collège Kissoso et porte parole des élus syndicaux de la ville de Conakry lors de la grève générale de 2007 en Guinée.
Entre 2011 et 2017, il est directeur communal de l'éducation de Matoto jusqu'à sa nomination en tant que ministre.

## Ministre
En 2017, il est nomme ministre de l’Éducation nationale et de l'Alphabétisation dans le Gouvernement Kassory (1) sous la présidence d'Alpha Condé jusqu'en 2018, avant d'être remplace par Mory Sangaré.
Il occupait jusqu’à sa mort le poste du président du conseil d’administration de la Loterie nationale de la Guinée (LONAGUI).

## Ouvrages
- 2015 : L'affaire Alpha Condé vue par un témoin du procès, aux éditions Harmattan Guinée ;
- 2020 : L'histoire de Tron, aux éditions Harmattan Guinée ;
- 2020 : La détention arbitraire d'Alpha Condé, aux éditions Harmattan Guinée[5].

## Prix et reconnaissance
- 2017: Prix de la bonne performance au COPE-Guinée[6].

## Vie privée
Ibrahima Kalil Konaté était marié a Sarata Kaba et père de trois enfants.